# O Binóculo
O Binóculo, hebdomadario de caricaturas, espectaculos e literatura foi publicado entre Outubro e Dezembro de 1870, sob a autoria de Rafael Bordalo Pinheiro, seu exclusivo ilustrador. Criado com a finalidade de exibir e popularizar os animados meandros das artes dramáticas e ópera de Lisboa, é considerado o primeiro jornal a ser vendido no interior dos teatros. Uma das presenças que se destaca na sua colaboração é do próprio ator Leoni do teatro da Trindade.